# Snaghyrnd öx

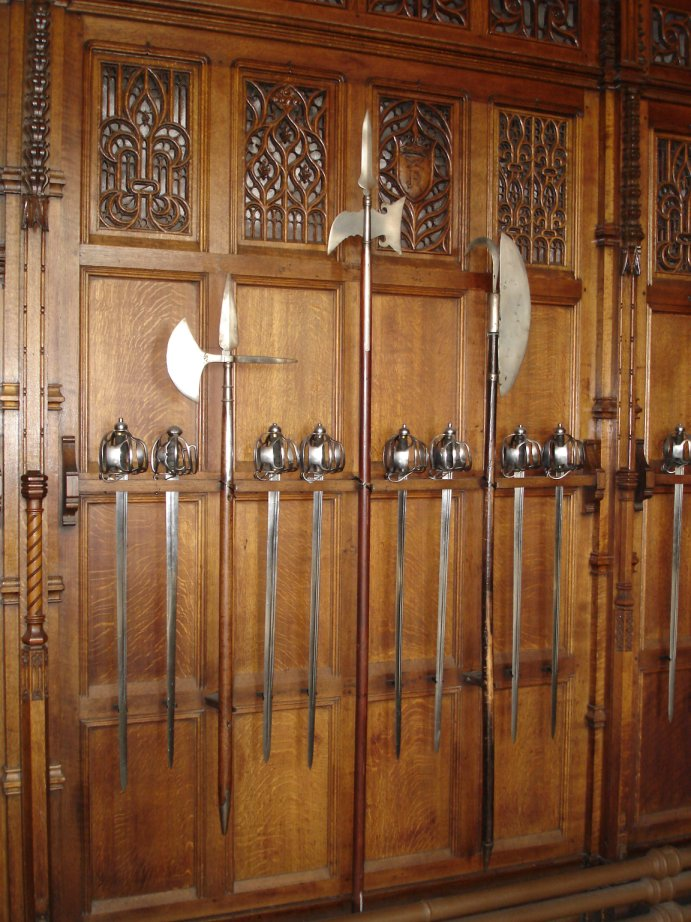
El hacha de Lochaber aparece a la derecha de la imagen y pudo tener similitudes con la vikinga snaghyrnd öx.

El snaghyrnd öx (del nórdico antiguo: hacha con cuernos, también llamada snaga) era uno de los diversos tipos de hacha de guerra utilizados por los vikingos, sobre todo en los siglos X y XI, y posiblemente popular en la Islandia medieval. A diferencia de otros tipos de hacha de guerra vikingo, como el skeggöx, breiðöx y el bryntröll, todos ellos mencionados en las sagas, no existe mucha información sobre su forma y uso, a excepción que debió ser un arma de guerra temible. Un ejemplo aparece en la saga de Valla-Ljóts que cita a Ljótr Ljótólfsson como un hábil guerrero que siempre llevaba consigo el bryntröll cuando estaba de buen humor, pero cuando afloraba su temperamento belicoso y listo para matar lo cambiaba por el snaghyrnd öx. La saga Færeyinga que relata la historia de los colonos vikingos en las islas Feroe, también menciona el snaghyrnd öx. En la saga de Egil Skallagrímson, Skalla-Grímr Kveldulfsson, padre del famoso vikingo y escaldo Egil Skallagrímson, recibió como regalo un snaghyrnd öx y le dio nombre, Exin; la breve descripción detalla un artilugio «grande» con mango de plata y acabados en oro.
Se especula, según las escasas descripciones en las sagas, que debía ir acompañada con un par de afiladas puntas por lo que podía usarse como una especie de lanza, parecida a la escocesa hacha de Lochaber, una especie de alabarda cuya descripción aparece en la novela Waverley de Sir Walter Scott y también servía para ayudarse a superar muros.